# Die Heimatsänger
Die Heimatsänger waren eine deutsche Band des volkstümlichen Schlagers, die in den späten 1950er und den 1960er Jahren aktiv waren. Sie bestand aus Bernd Golonsky sowie den als Geschwister Hofmann bekannten Sängerinnen Elisabeth Deuringer und Gretel Wünsch, die in den 1950er Jahren in mehreren Formationen aktiv waren.
Ihre Lieder handelten von ihrer Heimat, dem Harz. Die 1957 erschienene Single Köhlerliesel wurde ein Nummer-eins-Hit und führte im Oktober 1957 die Singlecharts an. In der Jahreshitparade befand sich die Single auf Rang vier nach Hits von Margot Eskens, Harry Belafonte und Freddy Quinn. 

## Diskografie
- 1957: Köhlerliesel / Denke Heute Nicht An Morgen (7", Single; Decca)
- 1958: Die Heimatsänger, Hugo Strasser und sein Orchester: Die Rote Rose / Du Schenkst Mir Gold Und Silber (7", Single; Decca)
- 1962: Wenn In Der Heimat Der Frühling Erwacht / Ein Herz Und Eine Seele (7", Single, Mono; Polydor)
- Franzl Lang und Die Heimatsänger, Blaskapelle Otto Ebner: Rosenreserl / Jägerhochzeit (7", Single; Philips)
- Junges Herz Und Graue Haare / Das Kommt Im Leben Nicht Wieder (7", Single Mono; Philips)
- Rudi Stemmler und Die Heimatsänger: Liebesbrief-Polka / Im Wiesengrund (Die Alte Mühle) (7", Single; Decca)
- Rudi Stemmler und Die Heimatsänger: Solang' Noch Wälder Rauschen... / Im Grünen Harzerwald (7", Single; Decca)
- Rudi Stemmler und Die Heimatsänger: Wenn Ich Nicht Wandern Kann / Dunkle Tannen Stehen (7", Decca)